# 洛德 (匈牙利)
洛德，是匈牙利绍莫吉州所辖的一个村。总面积22.35平方公里，总人口562，人口密度25.1人/平方公里（2011年1月1日）。